# Werner Meier (Kabarettist)
Werner Alfons Meier (* 24. Mai 1953 in Reichertsheim, Landkreis Mühldorf am Inn) ist ein deutscher Kabarettist, Komponist, Autor, Musikinterpret, Sänger, Gitarrist, Musikproduzent, Verleger und Herausgeber.

## Leben

### Ausbildung
Meier wurde als siebtes von acht Kindern (sechs Brüder, eine Schwester) auf einem Bauernhof in Reichertsheim 1953 geboren. Nach fünf Jahren Volksschule Reichertsheim wechselte er 1964 für drei Jahre ans humanistische Gymnasium Gars der Redemptoristen mit Internatsunterbringung. Nach  zwei Jahren im Internat der Redemptoristen in Ingolstadt und dem Besuch des Reuchlin-Gymnasiums dort war er ab 1969 im Luitpold-Gymnasium Wasserburg am Inn bis zur Mittleren Reife 1971. In der Fachoberschule Wasserburg am Inn erwarb er anschließend die Fachhochschulreife. Nach einem einjährigen Praktikum im Krankenhaus Haag in Oberbayern studierte er an der Katholischen Stiftungsfachhochschule München Sozialpädagogik mit Diplomabschluss 1980.

### Musik und Kabarett
Bereits zu seinen Internatszeiten in Ingolstadt brachte sich Meier autodidaktisch das Gitarrespielen bei. In seiner Wasserburger Schulzeit spielte er dann als Rhythmusgitarrist in verschiedenen Formationen und gründete 1972 zusammen mit vier weiteren Mitgliedern die Band Subversion, die mit Rock-, Pop- und Tanzmusik im südlichen Oberbayern unterwegs war.
Während des Studiums in München ab 1976 trat Werner Meier im Duo zusammen mit seiner Gesangspartnerin Elfriede Fokh mit gecoverten Folksongs in den Münchner Kleinkunstbühnen Song Parnass (später Unionsbräu), MUH (Musikalisches Unterholz), Drehleier, Liederbühne Robinson und vielen anderen Bühnen im Münchner Umland auf.
In dieser Zeit komponierte er auch erstmals selbst. Er vertonte bayerische Texte des Fernsehjournalisten Ekkehard Bauer und trat mit ihm und Elfriede Fokh immer wieder sonntags im Münchner Hinterhoftheater auf. Hier lernte er 1978 auch seine spätere Partnerin und heutige Ehefrau Margit Sarholz kennen, die zu dieser Zeit an den Wochentagen im Hinterhoftheater in der Kabarettgruppe Machtschattengewächse zusammen mit Ottfried Fischer spielte.
1979 zog Werner Meier mit Margit Sarholz kurz vor der Geburt der gemeinsamen Tochter nach Ottenhofen im Landkreis Erding, wo sie seitdem wohnen. Zu dieser Zeit begann Meier auch seine ersten kabarettistischen Texte und Lieder zu schreiben und war zusammen mit Gernot Olbert mit gecoverten Songs und ersten eigenen Liedern als Straßenmusiker unterwegs. 1982 nahm er gemeinsam mit Olbert seine erste Schallplatte So wiari des seg mit eigenen Liedern auf.
Ab 1983 stand Meier als Solokabarettist mit seinem ersten Musikkabarettprogramm Rundumadum auf der Bühne. 1984 gewann er den zweiten Preis beim Wettbewerb um das Scharfrichterbeil in Passau, gestiftet von Sigi Zimmerschied.
1985 gründete Meier zusammen mit dem Gitarristen und Komponisten Wolfgang Neumann und dem Hackbrettvirtuosen und Akkordeonspieler Rudi Zapf die Musikkabarettformation Die Meiers, für die er sämtliche Texte schrieb und gemeinsam mit Neumann die Lieder vertonte. Im selben Jahr erschien das erste Buch von Meier Nix dagegen!  mit bayerischen Texten und Gedichten. Es folgten zehn Jahre in dieser Formation mit Auftritten in ganz Bayern und vier gemeinsamen Programmen sowie drei Studioalben. Das letzte Programm Meierabend war ihr erfolgreichstes. Im Münchner Lustspielhaus spielten Die Meiers vierzehn Tage im ausverkauften Haus. Ab 1996 trat er in der Musikkabarettformation Werner Meier & die Heimatpfleger auf und produzierte das CD-Album Hans bleib do! und das Programm Eine unheimliche Begegnung der bayerischen Art. Seit 1998 tourt Meier wieder als Solokabarettist mit verschiedenen Programmen. Dazu gibt es drei Livemitschnitt-CD-Alben.
Im Auftrag des Stadttheaters Ingolstadt  schrieb er 2008 das satirische Musiktheaterstück Mia san Mia – Ein starkes Stück Bayern. 2015 produzierte Meier das CD-Album Wann kriagstn scho amoi an Radiergummi gschenkt in der Zusammenarbeit mit dem Saxophonisten und Multi-Instrumentalisten Florian Riedl. Mit dem gleichnamigen Programm war er zwei Jahre unterwegs zusammen mit Florian Riedl, Uli Wangenheim und Jutta Kees. 2019 folgte das von den Kritikern hochgelobte Programm Nah dran.
Im September 2023 erschien sein Buch 7 Küah – 8 Kinder – 40 Knödel – 1 Kanapee, eine Zeitreise auf einen bayerischen Bauernhof der Sechzigerjahre zwischen Kuhmist, Zinkbadewanne und dem Besuch eines japanischen Bischofs. Ebenfalls im September 2023 wird Werner Meier mit seinem neuen Programm Auslese starten: Hier treffen sich ausgesuchte alte und neue Lieder Meiers mit den Geschichten aus seinem neuen Buch.

### Sternschnuppe
1992 verbanden sich Werner Meier und Margit Sarholz erstmals auch beruflich. Sarholz ist seitdem an zahlreichen Liedern und Texten Meiers als Autorin beteiligt. Außerdem schrieben und produzierten sie gemeinsam als Künstlerduo unter dem Namen Sternschnuppe ihr erstes Kinderliederalbum, das 1993 unter dem Namen Taxi Maxi erschien. Nach dem großen Erfolg ihres Erstlingswerks erschien 1995  ihr zweites CD-Album Die Brezn-Beißer-Bande auch im Patmos Verlag. 1997 gründeten sie mit dem Erscheinen ihres dritten Albums ihren eigenen Verlag und das Label Sternschnuppe. Bis 2023 schrieben, produzierten und veröffentlichten die beiden insgesamt 32 Sternschnuppe-Alben für Kinder. Mit fast einer Million verkaufter Tonträger und über 25 Millionen Streams pro Jahr zählt Sternschnuppe zu den erfolgreichsten Kinderlieder-Labels auf dem deutschen Markt.
Seit 1993 sind Werner Meier und Margit Sarholz auch in ganz Bayern und darüber hinaus unterwegs. Bis 2013 traten sie in Bandformation auf, seitdem bestreiten sie als Duo die Sternschnuppe-Familienkonzerte.
In den Jahren 2006 bis 2011 schrieben Werner Meier und Margit Sarholz außerdem drei erfolgreiche Familienmusicals: Das Musical Die Kuh, die wollt ins Kino gehn, läuft als Evergreen seit 2006 im Münchner Lustspielhaus. Ihr Musical Ritterland schrieben sie 2010 im Auftrag des Stadttheaters Ingolstadt und das philharmonische Musical Ristorante Allegro lief von 2011 bis 2020 fest im Programm der Münchner Philharmoniker.
Parallel zu seinen Sternschnuppe-Aktivitäten war und ist Werner Meier weiter als Musikkabarettist unterwegs.

## Werke

### Bühnenprogramme
- 95° im Schleudergang
- Jetz is scho wurscht aa!
- Keine Feier ohne Meier
- Meierabend
- Jawosammadenn?
- Oh mei, oh Meier!
- Zum Paradies
- …apps geht imma
- Wann kriagstn scho amoi an Radiergummi gschenkt
- Nah dran
- Auslese (ab September 2023)[2]

### Alben Kabarett
- 1983 So wiari des seg
- 1988 Meiers Schallplatte
- 1990 Keine Feier ohne Meier
- 1993 Meierabend
- 1996 Werner Meier live
- 1998 Werner Meier und die Heimatpfleger: Hans bleib do!
- 2001 Jawosammadenn?
- 2005 Oh mei, oh Meier!
- 2013 Wann kriagstn scho amoi an Radiergummi gschenkt
- 2019 Nah dran

### Alben Sternschnuppe
- 1993 Taxi Maxi
- 1995 Die Brezn-Beißer-Bande
- 1997 Tiger-Rap & Gummi-Twist
- 1998 Ritterland
- 1998 Winterlieder
- 2000 Sommerlieder
- 2001 Nina-Nana
- 2001 La Le Lu
- 2001 Alles Gute
- 2002 Wir wollen alle in die Suppe
- 2003 Schlawuzi
- 2003 So eine Gaudi (Compilation mit Rolf Zuckowski, Reihe Musik für Dich, erschienen bei Universal)
- 2003 Die bayerische Vogelhochzeit (Bearbeitung von Rolfs Vogelhochzeit, erschienen bei Universal)
- 2004 Auf der Mauer, auf der Lauer
- 2005 Ein Kühlschrank ging spazieren
- 2006 Die Kuh, die wollt ins Kino gehn
- 2007 Zehn Wünsche frei
- 2008 Oh Tannenbaum
- 2009 Wer hat die Kokosnuss geklaut
- 2010 Ich will tanzen
- 2011 Schlaf Kindlein schlaf
- 2012 Ristorante Allegro – Livemitschnitt
- 2012 Töff, töff, töff, die Eisenbahn
- 2013 Herbstlieder
- 2014 Lustige Tierlieder
- 2015 Bayerische Kinderlieder
- 2016 Lustige Hits für Schulkinder
- 2017 Frühlingslieder
- 2018 Bayerische Winter- & Weihnachtslieder
- 2019 Willkommen kleine Schwester
- 2019 Willkommen kleiner Bruder
- 2019 Geschichten & Schlaflieder aus aller Welt
- 2020 Geburtstagslieder & Kinder-Party-Hits
- 2021 Alle meine Entchen & Co

### Bücher
- 1985 Nix dagegen! Lieder, Gedichte und Betrachtungen. Mit Illustrationen von Anne-Marie Franke.
- 2023 7 Küah – 8 Kinder – 40 Knödel – 1 Kanapee. Bairisch-verquere Geschichten eines Bauernbuben. Sternschnuppe Verlag, Ottenhofen, ISBN 978-3-932703-04-1.

### Musicals/Theater
- 2006 Die Kuh, die wollt ins Kino gehn – Das bayerische Musical vom Mut und Glück haben
- 2008 Mia san Mia – Ein starkes Stück Bayern
- 2010 Ritterland – Das verrückte Musical vom Wegziehen und Heimkommen
- 2011 Ristorante Allegro – Das philharmonische Familienmusical

## Auszeichnungen
- 1983 Zweiter Preis beim Scharfrichterbeil Passau
- 2023 Oberbayerischer Kulturpreis mit Margit Sarholz und  Marcus H. Rosenmüller